# マンテル大尉事件
マンテル大尉事件（マンテルたいいじけん、Mantell Incident）は、1948年1月7日にアメリカ合衆国ケンタッキー州北部のルイビル近郊で発生した未確認飛行物体 (UFO) 目撃とそれに伴って起こったアメリカ空軍機の墜落事件。

## 事件の概要

### 銀色の未確認飛行物体

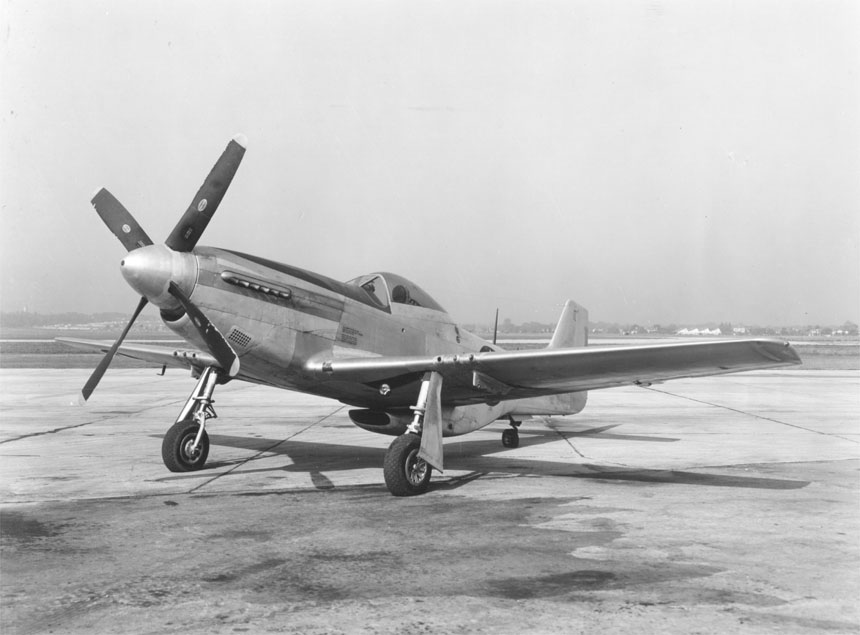
ノースアメリカンP-51

1月7日の朝から近隣住民とケンタッキー州警察からの未確認飛行物体の目撃情報が相次いでいた。これを受けて7日午後2時40分、ルイビル南西にある米陸軍のフォート・ノックス基地内に所在する米空軍ゴッドマン基地は、ジョージア州マリエッタのドビンス基地からケンタッキー州のスタンディフォード基地へ飛行訓練を行っていたトーマス・F・マンテル大尉率いるP-51戦闘機4機編隊に対し追跡を依頼した。この時すでに、基地の管制塔からも南西の空に白色の未確認飛行物体が観測されていた。

### 墜落
4機中1機は燃料不足のため基地へ向かい、マンテル大尉機ら3機は未確認飛行物体を確認し、上昇を始めた。高度15000フィートでマンテル大尉は「物体は正面上方に位置し、本機の半分程度の速度で移動中」という報告を送っている。さらに物体の様子を求めてきた管制塔に対し、午後3時15分にマンテル大尉は「金属製のように見える。まるで金属でできているかのように太陽の光を反射している。それにとてつもなく大きい」と回答した。さらに上昇するも、高度22000フィートに達したところで酸素不足に陥ったマンテル大尉の僚機2機は離脱を余儀なくされたが、マンテル大尉は単機上昇を続けた。しかし大尉は直後に行った「10分後に高度25000フィートに達する予定」という連絡を最後に応答に要領を得なくなり、ついに完全に途切れてしまった。数時間後にマンテル大尉は、広範囲に散らばった機体の残骸と共に遺体で発見された。付けていた腕時計は午後3時18分で止まっていた。

### 墜落原因

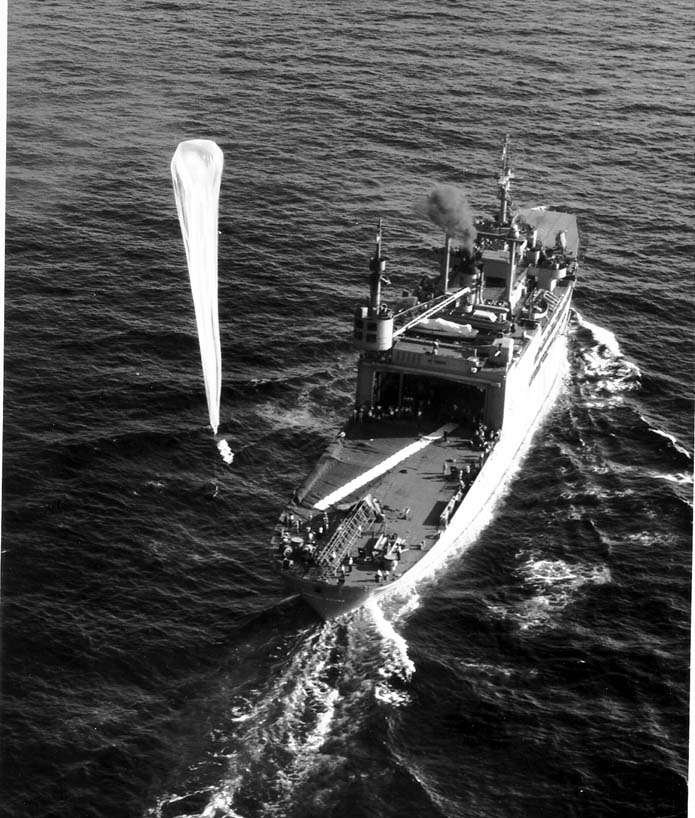
カリタック級水上機母艦、ノートン・サウンド
から放出されるスカイフック気球（1949年3月31日）

この事件は全米のマスコミで報じられた。アメリカ空軍当局は当初、「金星を未確認飛行物体と誤認して高高度に飛行し、酸欠状態に陥って意識を失い墜落したものと考えられる」と発表し、さらにその1年後には「海軍がテスト飛行させていたスカイフック気球を誤認した」と説明を変えた。スカイフック計画は海軍の秘密計画だったため、空軍に情報が渡るまで1年かかったためであった。
現在では、マンテル大尉らの搭乗していたP-51機には、低高度での訓練のため最初から酸素の補給が全くされていなかったことが判明している。マンテル大尉は当時UFOとよく誤認されたスカイフック気球を追跡して酸素不足を顧みず高度をあげるも失神、操縦者を失った機体はプロペラトルクにより緩やかな左旋回をはじめ、やがてそれは回復不能な錐揉みへと変わり、最終的に空中分解に至ったというのが一般的な説明である。残骸の調査では減速のための操作をした形跡があるため、空中分解寸前に意識を取り戻していたと考えられている。なお当日早朝に近隣のミネソタ州リプリー基地からスカイフック気球が打ち上げられ、事件後の当日午後4時にもケンタッキー州内でスカイフック気球が目撃されている。

## アメリカ空軍UFO調査機関
この事件における未確認飛行物体（超常現象を報道するマスコミの用語。地球外文明の宇宙船を意味し、アメリカ空軍用語の「UFO」ではない）との関連性が公式には否定されたにもかかわらず、この事件直後に正式に発足したアメリカ空軍内の未確認飛行物体調査機関（この場合の「UFO」とはアメリカ空軍の用語。仮想敵国の偵察機、戦闘機、ミサイルなど確認されていないすべての飛行物体を指す）は、その後20年以上存在し続けた。
最初はコードネーム「プロジェクト・サイン」として1948年1月に発足。1949年にはコードネームを「プロジェクト・グラッジ」と改称し、同年の12月に閉鎖されるが、1951年10月に「プロジェクト・グラッジ」は再開される。翌年の1952年にコードネーム「プロジェクト・ブルーブック」と改称し、同プロジェクトは1969年に閉鎖されるまで存続した。以後、アメリカ空軍は未確認飛行物体の調査を公式には行っていない。

## 備考
三島由紀夫は、長編小説『美しい星』（1963年）で、この事件の顛末を実名を使って紹介している。